# 481.
◄ | 4. stoljeće | 5. stoljeće | 6. stoljeće | ►
◄ | 450-ih | 460-ih | 470-ih | 480-ih | 490-ih | 500-ih | 510-ih | ►
◄◄ | ◄ | 478. | 479. | 480. | 481. | 482. | 483. | 484. | ► | ►►
Astronomija • Književnost • Kršćanstvo • Pravo • Promet

## Smrti
- Hilderik I., franački kralj

## Vanjske poveznice
|  | Zajednički poslužitelj ima još gradiva o temi 481. |